# Jasey van Kampen
Pas d'image ? Cliquez ici

a Compétitions nationales et continentales officielles uniquement.

b Matchs officiels uniquement.
Dernière mise à jour le 1 décembre 2020.
Jasey van Kampen, né le 11 juillet 1998 à La Haye (Pays-Bas), est un joueur néerlandais de rugby à XV qui évolue au poste de demi d'ouverture et d'arrière.

## Biographie
Il débute le rugby à l'âge de 5 ans au sein du Haagsche Rugby Club (nl). Intégré par la suite à la Rugby Academy ZuidWest, il bénéficie d'une bourse d'échange pour intégrer la Northwood School (en) à Durban. Il quitte ensuite l'Afrique du Sud fin 2016, pour intégrer en janvier l'académie du CA Périgueux. Ne pouvant pas évoluer au sein de l'équipe principale, il prit alors la décision de rejoindre le Le Havre AC (Fédérale 3), repéré par son entraîneur Ludovic Mercier. Avec Le Havre, il obtient la promotion en Fédérale 2, puis part intégrer le centre de formation du Stade Aurillacois. Il ne restera qu'une saison à Aurillac en Espoirs, puisqu'il rejoint pour la saison 2019-2020 l'AS Fleurance. Entre-temps, il a débuté avec l'équipe des Pays-Bas. 
Il ne restera que 6 mois à Fleurance, qu'il quitte en début d'année 2020 pour rentrer au pays. Il obtient une dérogation pour un transfert tardif, rejoignant ainsi le RC Hilversum.

## Statistiques

### En sélection
| Année | Compétition   | Matchs | Points | Essais | Transf. | Drops | Pénal. |
| ----- | ------------- | ------ | ------ | ------ | ------- | ----- | ------ |
| 2019  | RET 2018-2019 | 3      | 10     | 2      | -       | -     | -      |
| 2019  | RET 2019-2020 | 1      | 5      | 1      | -       | -     | -      |
| 2020  | RET 2019-2020 | 2      | -      | -      | -       | -     | -      |
| Total | Total         | 6      | 15     | 3      | -       | -     | -      |

| Essai | Adversaire | Lieu                                                 | Compétition   | Date             | Résultat | Score |
| ----- | ---------- | ---------------------------------------------------- | ------------- | ---------------- | -------- | ----- |
| 2     | Lituanie   | Panevėžio kūno kultūros ir sporto centras, Panevėžys | RET 2018-2019 | 8 juin 2019      | Victoire | 3-50  |
| 1     | Allemagne  | Fritz-Grunebaum-Sportpark (en), Heidelberg           | RET 2019-2020 | 23 novembre 2019 | Victoire | 7-37  |